# Rizal (Nueva Ecija)
Pour les articles homonymes, voir Rizal.
Rizal est une municipalité de la province de Nueva Ecija, aux Philippines.

## Histoire
Historiquement, deux groupes se sont installés dans la région. Le groupe principal se composait entièrement des pionniers-colons qui étaient Ilocanos , tandis que d'autres, arrivés plus tard, étaient de différentes tribus avec des dialectes différents. Ils ont fusionné et formé un nouveau quartier, à l'origine appelé Bunobon après les semis bunobon qui ont prospéré dans le sol. Il est devenu un site de Cabucbucan sous la juridiction de la municipalité de Bongabon.
En 1904, le site Bunobon est devenu un quartier appelé Nazareth. En raison de l'arrivée régulière de nouveaux colons, un conseil des anciens a été formé. Sélectionné comme chef était Apo Juliano Paraiso, l'un des plus âgés au sein du groupe, qui a dirigé la demande au gouvernement pour convertir Nazareth en une ville indépendante. Par l'aide du gouverneur Manuel Tinio et de l'assemblée Isauro Gabaldon, la demande des aînés a été approuvée en 1908.
Le 26 décembre 1912, le vice-gouverneur Newton a signé l'acte et a publié simultanément une proclamation créant la ville de RIZAL. La ville a été nommée d'après Doc. Jose Rizal. Le 1er janvier 1913, Don Julian Paraiso prêta serment comme premier Alcalde de la Municipalité. En 1917 et 1918, le Bureau des terres a enquêté sur la municipalité dans les terrains résidentiels et résidentiels. En 1930, Barangay Paco Roman est devenu quartier par la direction du défunt M. Florentino Castelo, en le séparant de Barangay Estrella. Quelque temps en 1940, le général Luna est devenu un quartier dont la région a été prise de Barangay Canaan et, en 1954, Villa Paraiso a été créée dans un quartier qui l'a séparé de Barangay Canaan et a été nommé en l'honneur du maire Gaudencio V. Paraiso.
Au cours de la Seconde Guerre mondiale, les forces japonaises de l'Impériale occupent et entrent dans la ville de Rizal en 1942. En 1945, les soldats terrestres du Commonwealth américains et philippins combinés, y compris les guérilleros locaux reconnus et les guérilleros communistes de Hukbalahap, ont libéré la ville et ont défait les forces impériales japonaises et ont terminé la Deuxième Guerre mondiale. Après la guerre, de nombreuses familles ont commencé leurs affaires et leurs terres agricoles et agricoles.
En 1954, Rizal a perdu une partie de son territoire lorsque les barrios de San Felipe et San Alfonso ont été séparés pour former la ville de Llanera avec un territoire de Talavera et San Jose . 
Barrage de Casecnan (Projet d'irrigation et de production d'énergie de Casecnan).
En 1963, Villa Pascua a été rebaptisée Barangay Pag-asa qui fait partie de Barangay Agbanawag. En janvier 1968, Barangay Casilagan est devenu un quartier à travers Res. no 2 de la Commission provinciale, le 3 janvier 1968, autrefois un site de Canaan, qui a été divisé en deux par le ruisseau Bulalakay, et il a été divisé en deux quartiers connus sous le nom de Canaan Este et Canaan Weste. Le 20 juillet 1970, Sanggunian Panlalawigan a adopté la Résolution no 220 approuvant la création de Barangay Maligaya conformément à la norme RA no 3590, la zone à prendre à partir du Barangay Bicos et le 12 juillet 1971, puis la Résolution no 231 du Conseil provincial , Villa Labrador est devenue un quartier qui la sépare à Villa Paraiso.